# Мбула, Ури Мишель
Ури Мишель Мбула (фр. Urie-Michel Mboula; род. 30 апреля 2003, Габон) — габонский футболист, защитник клуба «Мец» и национальной сборной Габона.

## Карьера

### «Динамо-Авто»
В июле 2022 года футболист перешёл в молдавское «Динамо-Авто», подписав с клубом двухлетний контракт. Дебютировал за клуб футболист 31 июля 2022 года против клуба «Милсами», выйдя на поле в стартовом составе. По итогу первой половину сезона футболист вместе с клубом занял последнее место в турнирной таблице и отправился во вторую фазу за место в Суперлиге. Дебютный гол за клуб футболист забил 29 апреля 2023 года в матче против кишинёвской «Виктории». В матче 3 мая 2023 года против клуба «Фалешты» футболист отличился забитым дублем. Вместе с клубом стал победителем раунда плей-офф, где в финале 24 мая 2023 года победил кишинёвскую «Викторию». Всего за клуб футболист отличился 4 забитыми голами и результативной передачей.

### «Шанлыурфаспор»

#### Сезон 2023/24
В августе 2023 года футболист перешёл в турецкий клуб «Шанлыурфаспор», подписав трёхлетний контракт. Дебютировал за клуб футболист 24 сентября 2023 года в матче против клуба «Коджаэлиспор», выйдя на поле в стартовом составе. Дебютный гол за клуб футболист забил 25 ноября 2023 года в матче против клуба «Бандырмаспор». В марте 2024 года футболист выбыл из распоряжения клуба до конца сезона. По итогу сезона футболист вместе с клубом завершил чемпионат на итоговом пятнадцатом месте, не попав в зону вылета лишь по разнице забитых и пропущенных голов. На протяжении сезона футболист выступал за клуб в роли одного из основных игроков, отличившись своим единственным забитым голом.

#### Сезон 2024/25
Новый сезон футболист начал 11 августа 2024 года с матча против клуба «Анкарагюджю», выйдя на поле в стартовом составе. Первым результативным действием за клуб футболист отличился 18 августа 2024 года в матче против клуба «Умраниеспор», отдав голевую передачу. Своим первым забитым голом за клуб футболист отличился 31 августа 2024 года в матче против клуба «Бандырмаспор», также отличившись своей очередной результативной передачей. На проятжении первой половины сезона футболист продолжал выступать за турецкий клуб в роли одного из ключевых игроков, отличившись забитым голом и результативной передачей.

#### Аренда в «Мец»
В феврале 2025 года футболист на правах арендного соглашения присоединился к французскому «Мецу» до конца сезона с опцией возможного выкупа. Дебютировал за клуб футболист 8 февраля 2025 года в матче против клуба «Клермон», выйдя на поле в стартовом составе. По итогу основного этапа чемпионата футболист вместе с клубом стал бронзовым призёром, отправившись в матчи плей-офф за право выхода в Лигу 1. В финале матчей плей-офф футболист вместе с клубом победили клуб «Реймс» и получили повышение в дивизионе. На протяжении сезона футболист выступал за французский клуб в роли одного из ключевых игроков, однако результативными действиями не отличился.

### «Мец»
В июне 2025 года футболист официально присоединился к французскому «Мецу», подписав трёхлетний контракт.

## Международная карьера
В октябре 2022 года футболист был вызван в молодёжную сборную Габона до 23 лет. В сентябре 2023 года футболист получил вызов в национальную сборную Габона. Дебютировал за сборную футболист 22 марта 2024 года в товарищеском матче против сборной Сенегала, выйдя на поле в стартовом составе.